# Carlsberg Filmen
|  | Denne artikel er oprettet af botten Steenthbot ud fra en ekstern database. Den kan derfor have sproglige fejl eller mangler. Denne skabelon kan fjernes efter kontrol af indholdet. |

Carlsberg Filmen er en dansk virksomhedsfilm fra 1932.

## Handling
1. akt
Tredelt billede af transportmidler tog, fly bil, nærbilleder af turistplakater for Danmark og København. Et vue udover København en solrig sommerdag. Byens tårne. Glimt fra Axeltorv, frihedsstøtten, en turistbus turister stiger på. Udkørsel af Carlsberg vogne fra port A ved Carlsberg Hovedbygning.
Optagelse fra turistbussen af den forbipasserende by på vej til Carlsberg.
Bussen ankommer til Carlsberg Vesterfælledvej. Turisterne går op af trappen til Hovedbygningen. I bygningen besøgsgangen med busterne af Carl Jacobsen og J.C. Jacobsen en besøgsguide fortæller herom. Turisterne skriver sig ind i fremmedborgen. Det er fire mænd som følges i resten af filmen, de repræsenterer forskellige lange med deres påklædning. En mand fra Port Said er iklædt fez.
De 4 turister går ind i Carlsberg museum. Beundrer byggerkedler og vaskebalje. Carl Jacobsens arbejdsværelse. Kongebesøg kong Edward ses går over mineralvandsgården og kedelhus i 1932.
Turisterne ser på billede af kedelhus, der zoomes ind på billedet. Til brolæggestræde hvor en pige i 1800-tals tøj med mamelukker får en kande af en kvinde og går over gaden forbi en hestevogn, får øl i kanden af en bryggersvend. Vægteren kommer forbi bryggeriet.
Nærbilleder af mineralvandsfabrik, kedelhus, snoede skorsten, obelisken.
Rundgange i museet forsætter modellen over området.
Turisterne går med guiden ud på Ny Carlsberg Vej mod Elefantporten, dipylon, nærbillede af "De gyldne ord" mindeplade på dipylon.. Nærbilleder af kaklerne på dipylon.
2.akt
De 4 turister går med guide hen ad Pasteursvej, Port Said turisten kommer på afveje og løber efter de andre rundt om hjørnet.
Tøndebilen ses på vejen.
Byg aflæsses fra hestevogn i sække ind i en bygning
Kassemalteriet på Gl. Carlsberg. Turister går igennem midtergangen. Maltgørerne står på række og graver igennem byggen med maltskovle.
Kornets spiring vises ved to stills. Grønmalten vendes automatisk i køllen, der pløjes igennem den.
Bryghussalen, et kig ned i en urtkedel, urten koger. Filtrering ag svaleapperatet.
Gærkælder med åbne gærkar, gærkrøller ses denne del ridset
Rendyrkningsrummet. På laboratoriet der ses ind i et mikroskop, Vi ser cellerne formerer sig, skal forestille det man ser i mikroskopet. Opformering af gær på laboratoriet. Gæren bæres i en lille beholder fra det Grå hus på Ny Carlsberg Vej til rendyrkningsrummet.
Carlsberg Laboratorium Gl. Carlsberg Vej set fra vejen, forhallen, monumenterne J.C. Jacobsen, Kjeldahl, Emil Chr. Hansen foran bygningen.
Tunnel under jorden. Lagertanke, Lagerkælder med trætønder. Mænd kravler ind i tønden og renser den.
3. akt
Ølkam der filtreres. Filtreres tæt på, nye filtre påsættes.
Indleveringen ved Gl. tap hestevogne ankommer, flasker aflæsses og køres via rullebånd ind i bygningen. Flaskesortering tages op og efterses.
Tappehallen vue ud over hallen. Flaskerne vaskes og klares. Fyldning og kapsler påsættes i tappemaskinen. Kapsler sættes i pasteuriseringsbakker klaring ved lampe. Etiketteringsmaskine der ses to maskintyper, den ene er lidt hurtigere end den anden.
Fadølsfustager vaskes med koste i en maskine. De efterses med en lampe der holdes hen til åbningen. De tappes og lukkes med en spuns.
Mineralvandsfabrikken pergolaen et glimt til søen og haveanlægget. Tappehallen påfyldning af patentflasker. Patentflasker ses på transportbånd.
Kedelhus billeder indenfor og udenfor. Obelisken beses. Kig udover maskinhallen. Pasteursvej
Stalden på Paulasvej, kusk løber med hest udenfor stalden.
Arbejderne går til frokost, En stor folkemængde går lang Gl. tap, de ældre medarbejdere bærer på deres drikkedunke.
Vaskerum mænd står og sæber sig ind og vasker sig under bruserne.
Frokoststuen mandlige arbejdere spiser.
Funktionær spisestuen.
4. akt - se Arkiv kommentar